# Acrapex azumai
Acrapex azumai là một loài bướm đêm trong họ Noctuidae.